# ノースローダーデール (フロリダ州)
ノースローダーデール（North Lauderdale）は、アメリカ合衆国フロリダ州のブロワード郡にある都市。人口は4万4794人（2020年）。フォートローダーデールの北西に位置している。

## 概要
1963年に法人化した。当時は牧場が広がる農業地域であり酪農家が多かった。1970年頃から住宅地の造成が始まりフォートローダーデールのベッドタウンに変貌した。市内にはダウンタウンが存在しないが幾つかのショッピングセンターがある。
2020年アメリカ合衆国国勢調査によれば、市の人口の約59パーセントはアフリカ系アメリカ人だった。

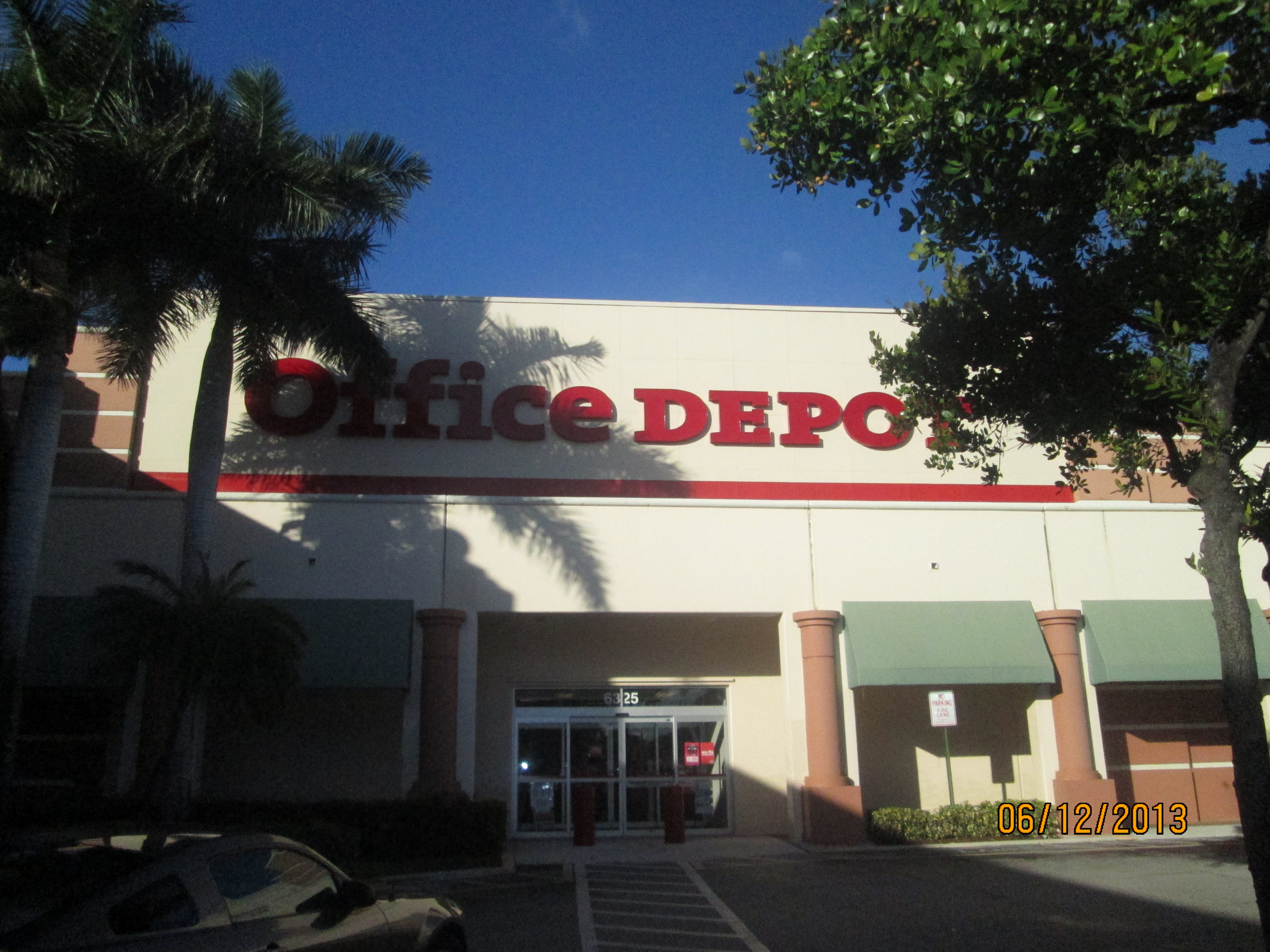
ショッピングセンター